# Cải cách kinh tế Liên Xô năm 1965

Một hình ảnh trên báo có nội dung tuyên truyền cho cải cách kinh tế năm 1965. Dòng chữ dưới cùng ghi "Chúng ta đang tạo nên chiếc chìa khóa đi tới hạnh phúc."

Cải cách kinh tế Liên Xô năm 1965, còn được biết đến với cái tên gọi Cải cách 1965, Cải cách Kosygin hay Cải cách Liberman, là một cuộc cải cách trong lĩnh vực quản lý, điều hành và lập kế hoạch kinh tế, thực thi trong giai đoạn 1965-1971. Đặc điểm nổi bật của nó là việc áp dụng các biện pháp quản lý mang tính tư bản chủ nghĩa; tăng cường sự độc lập và tự quản của các xí nghiệp, hiệp hội và tổ chức kinh tế; và áp dụng rộng rãi các biện pháp khuyến khích sản xuất bằng lợi ích vật chất. Cải cách 1965 được đề xướng bởi Chủ tịch Hội đồng Bộ trưởng Liên bang Xô Viết Aleksey Nikolayevich Kosygin.

## Bối cảnh
Nguyên nhân của cuộc cải cách là do các mối quan hệ kinh tế của đất nước càng lúc càng trở nên phức tạp, điều này làm suy giảm hiệu quả của việc lập kế hoạch kinh tế; đồng thời Liên Xô cũng muốn tận dụng tối đa hiệu quả của tăng trưởng kinh tế. Giới lãnh đạo Liên Xô nhận ra rằng hệ thống kinh tế hiện tại không có khả năng khuyến khích các cơ sở kinh tế tìm tòi ra các cách thức sản xuất mới tiến bộ hơn hay phấn đấu đạt chỉ tiêu cao hơn.

## Nội dung
Ý tưởng chủ đạo của cuộc cải cách được đăng lần đầu tiên trên các phương tiện báo chí thông qua bài viết của giáo sư Ovsii Grigorovich Liberman của Đại học Quốc gia Kharkiv về Kinh tế. Bài viết của giáo sư Liberman đã mào đầu cho một cuộc tranh luận lớn về các biện pháp kinh tế trên mặt báo. Một số cơ sở kinh tế như các nhà máy "Người Bolshevik" (Moskva), nhà máy "Hải đăng" (Gorky), các hầm mỏ ở vùng Lòng chảo Than Tây của Ukraina là các cơ sở đầu tiên thí điểm phương pháp của Liberman.
Cuối năm 1964, Ban lãnh đạo Nhà nước Liên Xô quyết định khuyến khích lợi ích vật chất như đòn bẩy sản xuất xã hội, bắt đầu từ nông thôn và nông nghiệp. Đường lối cải cách được chính thức thông qua tại Hội nghị Ban chấp hành Trung ương Đảng vào tháng 3 và tháng 9 năm 1965.
Hội nghị tháng 3 vạch ra các biện pháp cải cách nên nông nghiệp: nâng giá thu mua nông sản từ 1,5 đến 2 lần, phụ cấp 50% cho sản lượng ngoài kế hoạch, tăng cường đầu tư vào nông thôn, xây dựng các trạm máy móc nông nghiệp, xây dựng các điều lệ hợp tác xã nông nghiệp (Ácten).
Hội nghị tháng 9 vạch ra các biện pháp cải cách công nghiệp: trở lại quản lý theo vùng, đưa các xí nghiệp vào hạch toán kinh tế (tự quản, tự trang trải tài chính), kết hợp kế hoạch nhà nước với sáng kiến địa phương. Tháng 10 năm 1965 Xô Viết Tối cao Liên Xô đã thông qua đạo luật thành lập các Bộ Liên bang và cộng hòa liên bang trong lĩnh vực công nghiệp, loại bỏ các Ủy ban Kinh tế Quốc dân.
Cải cách được thực thi bởi Ban chấp hành Trung ương Đảng Cộng sản Liên Xô và Hội đồng Bộ trưởng Liên Xô. Nó bao gồm năm nhóm hoạt động sau:
1. Các cơ sở sản xuất trở thành hạt nhân trung tâm của nền kinh tế.
2. Số lượng mục tiêu chính sách giảm từ 30 xuống còn 9. 9 mục tiêu còn lại bao gồm: sản lượng hàng hóa tại giá bán sỉ hiện tại, những sản phẩm quan trọng nhất tính theo đơn vị vật lý, bảng lương tổng cộng, lợi nhuận tổng cộng, thể hiện bằng tỉ lệ của lợi nhuận so với fixed assets and working capital normalized; chi tiêu so với ngân quỹ và phần dành riêng từ ngân quỹ; tổng tiền vốn đầu tư cho việc nghiên cứu và áp dụng công nghệ mới, khối lượng nguồn cung ứng nguyên vật liệu và trang bị.
3. Các xí nghiệp và cơ sở sản xuất được tự quản về kinh tế. Mỗi cơ sở sản xuất phải tự quyết định về số lượng và chủng loại sản phẩm, sử dụng tiền ngân quỹ của chính họ để đầu tư vào sản xuất, tự ký kết hợp đồng với người mua và người bán và tự quyết về vấn đề nhân lực của cơ sở sản xuất.
4. Vấn đề quan trọng then chốt là hiệu quả kinh tế việc sản xuất: lợi nhuận và khả năng có được lợi nhuận. Các xí nghiệp có cơ hội để đầu tư vào một số hạng mục dựa trên việc chi tiêu lợi nhuận của việc sản xuất, ví dụ như đầu tư vào việc phát triển sản xuất, các khoản phúc lợi và khuyến khích lao động bằng vật chất, nhà cửa cho công nhân viên... Và mỗi cơ sở sản xuất cũng được phép tùy nghi sử dụng các khoản đầu tư này.
5. Về vấn đề giá cả, giá cả được quy định sao cho đem lại lợi nhuận cho cơ sở sản xuất.

Đến tháng 11 năm 1969, Đại hội các nông trang viên Liên Xô lần thứ ba tổ chức tại Moskva đã thông qua điều lệ mới cho các nông trang thay cho điều lệ năm 1935. Điều lệ mới duy trì quyền có kinh tế phụ, thực hiện trả tiền bảo hiểm và lương hưu cho nông trang viên.

## Kết quả
Cải cách kinh tế năm 1965 được thực hiện thành công trong kế hoạch 5 năm lần thứ 8 (1965-1970). Tổng sản lượng công nghiệp tăng 56%, 1900 xí nghiệp lớn được xây dựng trong đó có nhà máy sản xuất ô tô Tôliachi. Sản xuất nông nghiệp tăng 21%, sự khó khăn về lương thực đã bước đầu được giải quyết.
Tuy nhiên, từ thập niên 1970 tốc độ tăng trưởng kinh tế lại suy giảm. Cải cách 1965 đã ngừng thực hiện dù chưa chính thức bị loại bỏ. Sự áp đặt hành chính ngày càng tăng, các xí nghiệp không còn được tự quản mà bị chính phủ điều hành trực tiếp. Nông nghiệp lại bị xem là thứ yếu.